# Coupe d'Afrique du Nord de football 1946-1947
Navigation
Coupe AFN 1941-1942 Coupe AFN 1947-1948
Cet article traite de l'édition 1946-1947 de la Coupe d'Afrique du Nord de football. Il s'agit de la onzième édition de cette compétition qui se termine par la victoire de l'US Marocaine.
Ce sont deux équipes de la Ligue d'Alger et de la Ligue du Maroc qui se rencontrent en finale. Ces deux équipes sont respectivement l'US Marocaine et l'Olympique Hussein-Dey. La finale se termine par une victoire de l'USM sur le score de deux buts à un.
L'USM remporte la compétition pour la toute première fois de son histoire et permet à sa ligue, la Ligue du Maroc, d'obtenir quatre titres dans la compétition depuis sa création.

## Parcours LMFA-Maroc

### Premier Tour
joués le Dimanche 3 novembre 1946,.
|    | Date | Club            | Score         | Club             | Lieu         |
| -- | ---- | --------------- | ------------- | ---------------- | ------------ |
| 1  |      | USM             | -             | ASPTT Casablanca | Casablanca   |
| 2  |      | GS Maarif       | 1 - 0         | RC Oued Zem      | Casablanca   |
| 3  |      | CO Casablanca   | 1 - 3         | SC Mazagan       | Casablanca   |
| 4  |      | CA Port-lyautey | 2 - 1         | AS Berkane       | Port-Lyautey |
| 5  |      | US Safi         | forfait       | OC Khouribga     | Safi         |
| 6  |      | AS Mogador      | 2 - 0         | AS Inezgane      | Mogador      |
| 7  |      | AS Settat       | forfait       | RU Casablanca    | Settat       |
| 8  |      | US Petitjean    | -             | AS Salé          | Petit-jean   |
| 9  |      | USD Meknès      | 4 - 0         | JO Ouezzane      | Meknès       |
| 10 |      | SC Taza         | 0 - 0 corners | AS Jerada        | Taza         |
| 11 |      | US Oujda        | 5 - 0         | Maghreb AS       | Oujda        |

### Deuxième Tour
joués le Dimanche 1er décembre 1946.
|    | Date | Club             | Score     | Club               | Lieu         |
| -- | ---- | ---------------- | --------- | ------------------ | ------------ |
| 1  |      | GS Maarif        | 1 - 3 a.p | US Fès             | Casablanca   |
| 2  |      | ASPTT Casablanca | 2 - 3     | ASF Tanger         | Casablanca   |
| 3  |      | Stade Marocain   | 4 - 0     | US Petitjean       | Rabat        |
| 4  |      | AS Rabat         | 4 - 0     | AS Mogador         | Rabat        |
| 5  |      | AS Marrakech     | 1 - 2     | US Athlétique      | Marrakech    |
| 6  |      | CA Port-Lyautey  | 2 - 5     | US Marocaine       | Port-Lyautey |
| 7  |      | USD Meknès       | 2 - 1     | Idéal CM           | Meknès       |
| 8  |      | SC Mazagan       | 3 - 0     | SCC Roches Noires  | Mazagan      |
| 9  |      | US Oujda         | 1 - 2 a.p | Olympique Marocain | Oujda        |
| 10 |      | AS Settat        | 0 - 4     | Racing AC          | Settat       |
| 11 |      | US Safi          | 1 - 1     | Fédala SC          | Safi         |
| 12 |      | SC Taza          | 1 - 4     | Wydad AC           | Taza         |

### Troisième Tour
|   | Date | Club          | Score | Club | Lieu |
| - | ---- | ------------- | ----- | ---- | ---- |
| 1 |      | US Marocaine  | -     | ...  |      |
| 2 |      | Fédala SC     | -     | ...  |      |
| 3 |      | US Athlétique | -     | ...  |      |
| 4 |      | ASF Tanger    | -     | ...  |      |
| 5 |      | ...           | -     | ...  |      |
| 6 |      | ...           | -     | ...  |      |

### Quatrième Tour
|   | Date | Club          | Score | Club | Lieu |
| - | ---- | ------------- | ----- | ---- | ---- |
| 1 |      | US Marocaine  | -     | ...  |      |
| 2 |      | Fédala SC     | -     | ...  |      |
| 3 |      | US Athlétique | -     | ...  |      |

## Parcours LTFA-Tunisie

### Premier Tour
|    | Date | Club | Score | Club | Lieu |
| -- | ---- | ---- | ----- | ---- | ---- |
| 1  |      | ...  | -     | ...  |      |
| 2  |      | ...  | -     | ...  |      |
| 3  |      | ...  | -     | ...  |      |
| 4  |      | ...  | -     | ...  |      |
| 5  |      | ...  | -     | ...  |      |
| 6  |      | ...  | -     | ...  |      |
| 7  |      | ...  | -     | ...  |      |
| 8  |      | ...  | -     | ...  |      |
| 9  |      | ...  | -     | ...  |      |
| 10 |      | ...  | -     | ...  |      |
| 11 |      | ...  | -     | ...  |      |
| 12 |      | ...  | -     | ...  |      |
| 13 |      | ...  | -     | ...  |      |
| 14 |      | ...  | -     | ...  |      |
| 15 |      | ...  | -     | ...  |      |
| 16 |      | ...  | -     | ...  |      |

### Deuxième Tour
|   | Date | Club | Score | Club | Lieu |
| - | ---- | ---- | ----- | ---- | ---- |
| 1 |      | ...  | -     | ...  |      |
| 2 |      | ...  | -     | ...  |      |
| 3 |      | ...  | -     | ...  |      |
| 4 |      | ...  | -     | ...  |      |
| 5 |      | ...  | -     | ...  |      |
| 6 |      | ...  | -     | ...  |      |

### Troisième Tour
|   | Date | Club          | Score | Club | Lieu |
| - | ---- | ------------- | ----- | ---- | ---- |
| 1 |      | CS Hammam Lif | -     | ...  |      |
| 2 |      | ES Tunis      | -     | ...  |      |
| 3 |      | Club Africain | -     | ...  |      |

## Parcours LAFA-Alger

### Premier tour
Les matchs de Premier tour se sont joués le Dimanche 15 septembre 1946.
|    | Club                    | Score | Club                       | Lieu          |
| -- | ----------------------- | ----- | -------------------------- | ------------- |
| 1  | USM Alger               | 2 – 1 | Olympique Littoral         | Boufarik      |
| 2  | Croissant Club Algérois | 9 – 0 | Alger La Blanche Olympique | Kouba         |
| 3  | OM Ruisseau             | 0 – 1 | FCM Alger                  | Kouba         |
| 4  | US Algérois             | 2 – 1 | JSM Algérois               | Hydra         |
| 5  | Olympique Birkhadem     | 0 – 2 | OM Saint-Eugène            | Hydra         |
| 6  | RC Kouba                | 2 – 0 | GSA Hydra                  | Ben Rouilah   |
| 7  | USM Maison Carré        | 0 – 1 | RC Arba                    | Fort de l'Eau |
| 8  | JSM Boufarik            | 8 – 0 | JS Bourkika                | Marengo       |
| 9  | SC Affreville           | 3 – 1 | SC Médéa                   | Marengo       |
| 10 | AS Dellys               | 0 – 1 | Bouira AC                  | Tizi Ouzou    |
| 11 | US Palestro             | 3 – 1 | US Aumale                  | Bouira        |
| 12 | Olympique Affreville    | 0 – 2 | O Médéa                    | Miliana       |
| 13 | US Oued Fodda           | 0 – 3 | SC Miliana                 | Affreville    |
| 14 | GS Rovigo               | –     | RC Foundouk                | Ben Rouilah   |

### Deuxième tour
Les matchs de Deuxième tour se sont joués le Dimanche 29 septembre 1946.
|              | Club                     | Score       | Club             | Lieu          |
| ------------ | ------------------------ | ----------- | ---------------- | ------------- |
| 1            | AS Saint-Eugène          | 3 – 2       | USM Alger        | Alger         |
| 2            | MC Alger                 | 5 – 0       | CA Planteurs     | Alger         |
| 3            | GS Alger                 | 9 – 0       | OM Saint-Eugène  | Saint Eugène  |
| 4            | RC Maison-Carré          | 7 – 1       | ASPTT Alger      | Saint Eugène  |
| 5            | RS Alger                 | 2 – 1       | EST              | Guyotville    |
| 6            | RU Alger                 | 8 – 1       | GS Rovigo        | Fort de l'Eau |
| 7            | Stade Guyotville         | 3 – 1       | US Palestro      | Fort de l'Eau |
| 8            | O Tizi-Ouazou            | 3 – 0       | US Algerois      | Ain Taya      |
| 9            | AS Kouba                 | 2 – 1       | US Ouest Mitidja | Boufarik      |
| 10           | FC Blida                 | 2 – 1       | SC Algérois      | Boufarik      |
| 11           | USM Blida                | 2 – 1       | JSM Boufarik     | Beni Merad    |
| 12           | AS Boufarik              | 3 – 0       | US Ain Taya      | Maison Carré  |
| 13           | US Arba                  | 2 – 0       | SA Belcourt      | Maison Carré  |
| 14           | AS Trèfle Alger          | 5 – 1       | RC Kouba         | Hydra         |
| 15           | GS Orléansville          | 3 – 2 (a.p) | AS Douéra        | Marengo       |
| 16           | US Fort de l'Eau         | 5 – 5       | CC Alger         | Arba          |
| 17           | US Blida                 | 8 – 1       | Bouira AC        | Rouiba        |
| 18           | JS Isserville-les-Issers | 1 – 0       | SCU El Biar      | Rouiba        |
| 19           | Olympique d'Hussein-Dey  | 4 – 1       | US Saoula        | Zeralda       |
| 20           | AS Rivet                 | 3 – 1       | O Marengo        | Blida         |
| 21           | AS Montpensier           | 1 – 1 (a.p) | O Médéa          | Blida         |
| 22           | SC Affreville            | 4 – 2       | O Rouiba         | El Affroun    |
| 23           | SC Miliana               | 1 – 0       | RAS Algérois     | El Affroun    |
| 24           | OM Ruisseau              | 2 – 1       | ECS Cherchell    | Castiglione   |
| Match rejoué |                          |             |                  |               |
| 16           | US Fort de l'Eau         | 4 – 3       | CC Alger         | Hydra         |
| 21           | O Médéa                  | 1 – 0       | AS Montpensier   | El Affroun    |

### Troisième tour
Les matchs de Troisième tour se sont joués le Dimanche 27 octobre 1946.
|              | Club                    | Score       | Club                     | Lieu          |
| ------------ | ----------------------- | ----------- | ------------------------ | ------------- |
| 1            | MC Alger                | 2 – 2 (a.p) | OM Ruisseau              | Alger         |
| 2            | AS Saint-Eugène         | 5 – 0       | AS Rivet                 | Alger         |
| 3            | Olympique d'Hussein-Dey | 6 – 2       | RAS Algérois             | Saint Eugène  |
| 4            | AS Boufarik             | 5 – 0       | AS Trèfle Alger          | Saint Eugène  |
| 5            | GS Alger                | 1 – 0       | AS Kouba                 | Saint Eugène  |
| 6            | RU Alger                | 2 – 0 (a.p) | O Tizi-Ouazou            | Saint Eugène  |
| 7            | US Blida                | 2 – 0       | JS Isserville-les-Issers | Maison Carré  |
| 8            | RS Alger                | 3 – 1       | US Fort de l'Eau         | Maison Carré  |
| 9            | RC Maison-Carré         | 5 – 0       | US Arba                  | Fort de l'Eau |
| 10           | Stade Guyotville        | 2 – 0       | AS Douéra                | Boufarik      |
| 11           | FC Blida                | 2 – 1       | O Médéa                  | El Affroun    |
| 12           | USM Blida               | 4 – 1       | SC Affreville            | Marengo       |
| Match rejoué |                         |             |                          |               |
| 1            | MC Alger                | 4 – 1       | OM Ruisseau              | Alger         |

### Quatrième Tour
Les matchs de Quatrième Tour se sont joués le Dimanche 1er décembre 1946.
|              | Club                    | Score       | Club             | Lieu         |
| ------------ | ----------------------- | ----------- | ---------------- | ------------ |
| 1            | GS Alger                | 1 – 1       | RS Alger         | Alger        |
| 2            | RC Maison-Carré         | 3 – 0       | AS Saint-Eugène  | Alger        |
| 3            | RU Alger                | 2 – 1       | AS Boufarik      | Saint Eugène |
| 4            | FC Blida                | 2 – 1       | Stade Guyotville | Saint Eugène |
| 5            | Olympique d'Hussein-Dey | 2 – 2       | US Blida         | Boufarik     |
| 6            | USM Blida               | 2 – 1 (a.p) | MC Alger         | Boufarik     |
| Match rejoué |                         |             |                  |              |
| 1            | GS Alger                | –           | RS Alger         |              |
| 5            | Olympique d'Hussein-Dey | –           | US Blida         |              |

### Cinquième Tour
Les matchs de Cinquième Tour  se sont joués le Dimanche 23 décembre 1946.
|              | Club                    | Score       | Club            | Buteurs              | Lieu         |
| ------------ | ----------------------- | ----------- | --------------- | -------------------- | ------------ |
| 1            | USM Blida               | 5 – 0       | RC Maison Carré | Djoudad et Dahmouche | Boufarik     |
| 2            | Olympique d'Hussein-Dey | 1 – 1 (a.p) | RU Alger        | Legrand / Tazai 110e | Saint Eugène |
| 3            | Red Star Alger          | 2 – 1 (a.p) | FC Blida        | Ghanem Pons / Samary | Saint Eugène |
| Match rejoué |                         |             |                 |                      |              |
| 2            | Olympique d'Hussein-Dey | –           | RU Alger        | -                    | -            |

## Parcours LOFA-Oran

### Premier Tour
Les matchs se sont joués le Dimanche 15 septembre 1946.
|    | Date | Club                        | Score   | Club                      | Lieu                 |
| -- | ---- | --------------------------- | ------- | ------------------------- | -------------------- |
| 1  |      | GC Mascara                  | 3 - 0   | Liberté Club Saint-Pierre | Magenta / Oran       |
| 2  |      | Espérance Musulmane Oranais | 5 - 0   | US Bou Sfer               | Oran                 |
| 3  |      | AS Musulman Eckmühl         | 4 - 1   | ES Mostaganem             | Bivouac / Mostaganem |
| 4  |      | FC Fornaka                  | 1 - 0   | WA Mostaganem             | Mostaganem           |
| 5  |      | MC Oran                     | 4 - 1   | CS Bou Tlélis             | Bou Tlélis           |
| 6  |      | SSEP Marnia                 | 3 - 0   | US Laferrière             | Marnia               |
| 7  |      | Perrégaux GS                | forfait | Gallia Sport Tiaret       | Pérregaux            |
| 8  |      | JS Trézel                   | 3 - 0   | JSM Tlemcen               | Trézel               |
| 9  |      | US Hammam Bou Hadjar        | 3 - 3   | US Saint-Louis            |                      |
| 10 |      | USM Témouchent              | 3 - 1   | US Arsenal Oran           |                      |

### Deuxième Tour
Les matchs se sont joués le Dimanche 17 novembre 1946.
|    | Date | Club                      | Score   | Club                        | Lieu                  |
| -- | ---- | ------------------------- | ------- | --------------------------- | --------------------- |
| 1  |      | GC Mascara                | -       | JS Tlélat                   | Saint-Barbe de Tlélat |
| 2  |      | JSM Tiaret                | 3 - 1   | US PTT Oran                 | Tiaret                |
| 3  |      | Liberté Club Saint-Pierre | 1 - 0   | JS Saint-Charles Mostaganem | Oran                  |
| 4  |      | AS Musulman Eckmühl       | 4 - 0   | JS Misserghin               | Oran                  |
| 5  |      | JS Delmonte               | 5 - 0   | RC Parmentier               | Oran                  |
| 6  |      | Mercier-Lacombe Sportive  | forfait | AS Tiaret                   | Mercier-Lacombe       |
| 7  |      | Saint-Cloudienne          | 3 - 0   | ES Tlemcen                  | Saint-Cloud           |
| 8  |      | USM Témouchent            | 2 - 1   | US Saint-Louis              | Témouchent            |
| 9  |      | US Arsenal Oran           | 1 - 0   | JSM Tlemcen                 |                       |
| 10 |      | SC Lourmel                | -       | MC Oran                     |                       |

### Troisième Tour
Les matchs se sont joués le Dimanche 1er décembre 1946.
|                                  | Date | Club                 | Score     | Club                          | Lieu                    |
| -------------------------------- | ---- | -------------------- | --------- | ----------------------------- | ----------------------- |
| 1                                |      | CAL Oran             | 8 - 1     | CS Bou Tlélis                 | Oran                    |
| 2                                |      | ASM Oran             | 2 - 1     | USM Bel Abbès                 | Oran                    |
| 3                                |      | CDJ Oran             | 7 - 0     | SA Palikao                    | Oran                    |
| 4                                |      | FC Oran              | 4 - 1     | RC Bel-Air                    | Oran                    |
| 5                                |      | US Arsenal Oran      | 2 - 1     | GC Oran                       | Oran                    |
| 6                                |      | SC Choupot           | 1 - 1     | SC Lourmel                    | Oran                    |
| 7                                |      | US Bou Sfer          | 3 - 3     | AS Eckmühl                    | Bou Sfer                |
| 8                                |      | SC Sigois            | 4 - 0     | Stade Cartésien               | Pérregaux               |
| 9                                |      | SC Bel-Abbès         | 2 - 1 a.p | AS Musulman Eckmühl           | Bel-Abbès               |
| 10                               |      | AS Bel-Abbès         | 3 - 2 a.p | Liberté Club Saint-Pierre     | Bel-Abbès               |
| 11                               |      | Gaité Club Bel-Abbès | 2 - 0     | USM Oran                      | Bel-Abbès (non terminé) |
| 12                               |      | USCC Témouchent      | 2 - 1     | SO Courbet                    | Témouchent              |
| 13                               |      | la Marsa             | 7 - 0     | Gallia Sport Tiaret           | Mers-El-Kebir           |
| 14                               |      | ES Mostaganem        | 1 - 1     | JS Saint-Eugène               | Mostaganem              |
| 15                               |      | AGS Mascara          | 6 - 0     | Saint-Cloudienne              | Saint-Cloud             |
| 16                               |      | GC Mascara           | 5 - 0     | St-Louis Sportive Oranais     | Municipal / Mascara     |
| 17                               |      | JSM Tiaret           | 2 - 0     | USFA Tlemcen                  | Tiaret                  |
| 18                               |      | US Hammam Bou Hadjar | 2 - 1     | Brillant Medioni Sportif Oran | Hammam Bou Hadjar       |
| 19                               |      | US Laferrière        | 5 - 2     | SC Lamur                      | Oran                    |
| 20                               |      | IS Mostaganem        | -         | Mercier-Lacombe Sportive      | Mostaganem              |
| 21                               |      | US Saint-Lucien      | 3 - 2     | Perrégaux GS                  | Saint Barbe de Tlélat   |
| 22                               |      | CC Sig               | 1 - 0     | JS Trézel                     | Saint-Denis de Sig      |
| Match rejoué le 15 décembre 1946 |      |                      |           |                               |                         |
|                                  |      | JS Saint-Eugène      | 2 - 1     | ES Mostaganem                 | Oran                    |
|                                  |      | AS Eckmühl           | 2 - 0     | US Bou Sfer                   | Oran                    |
|                                  |      | USM Oran             | 2 - 0     | Gaité Club Bel-Abbès          | Oran                    |
|                                  |      | SC Bel-Abbès         | 1 - 0     | AS Musulman Eckmühl           | Bel-Abbès               |

### Quatrième Tour
Les matchs se sont joués le Dimanche 15 décembre 1946,
|    | Date        | Club            | Score | Club                      | Lieu                 |
| -- | ----------- | --------------- | ----- | ------------------------- | -------------------- |
| 1  |             | GC Saïda        | 1 - 0 | GC Mascara                | Municipal / Mascara  |
| 2  |             | AGS Mascara     | 5 - 2 | US Arsenal Oran           | Municipal / Mascara  |
| 3  |             | CAL Oran        | 3 - 1 | SC Lamur                  |                      |
| 4  |             | FC Oran         | 3 - 0 | JS Delmonte               |                      |
| 5  |             | ASM Oran        | 4 - 3 | la Marsa                  | Mers-el-Kebir        |
| 6  |             | USM Oran        | 2 - 1 | US Hammam Bou Hadjar      | Oran                 |
| 7  |             | JSM Tiaret      | 2 - 0 | USCC Témouchent           | Tiaret               |
| 8  | 22 décembre | CDJ Oran        | 5 - 0 | US Saint-Lucien           | Stade Delmonte/ Oran |
| 9  | 22 décembre | SC Bel-Abbès    | 6 - 0 | SC Sigois                 | Bel-Abbès            |
| 10 | 22 décembre | SC Choupot      | 4 - 1 | AS Eckmühl                |                      |
| 11 | 22 décembre | JS Saint-Eugène | 2 - 1 | Liberté Club Saint-Pierre |                      |
| 12 | 28 décembre | IS Mostaganem   | 8 - 0 | CC Sig                    |                      |

### Cinquième Tour
Les matchs se sont joués le Dimanche 29 décembre 1946
,
|   | Date           | Club          | Score | Club            | Lieu                |
| - | -------------- | ------------- | ----- | --------------- | ------------------- |
| 1 |                | CDJ Oran      | 4 - 3 | CAL Oran        | Oran                |
| 2 |                | FC Oran       | 1 - 0 | ASM Oran        | Oran                |
| 3 |                | USM Oran      | 3 - 0 | LC Saint-Pierre | Oran                |
| 4 |                | SC Bel-Abbès  | 8 - 1 | SC Choupot      | Bel-Abbès           |
| 5 |                | AGS Mascara   | 4 - 1 | JSM Tiaret      | Municipal / Mascara |
| 6 | 4 janvier 1947 | IS Mostaganem | 3 - 2 | GC Saïda        | Mostaganem          |

### Sixième Tour
Les matchs se sont joués le Dimanche 12 janvier 1947.
|   | Date | Club          | Score | Club         | Lieu    |
| - | ---- | ------------- | ----- | ------------ | ------- |
| 3 |      | IS Mostaganem | 2 - 0 | AGS Mascara  | Mascara |
| 1 |      | FC Oran       | 3 - 0 | CDJ Oran     | Oran    |
| 2 |      | USM Oran      | 1 - 0 | SC Bel-Abbès | Oran    |

| Titulaires : |  |
|              |  |
| (Maillot)    |  |

| Titulaires : |  |
|              |  |
| (Maillot)    |  |

| Titulaires : |  |
|              |  |
| (Maillot)    |  |

| Titulaires : |  |
|              |  |
| (Maillot)    |  |

| Titulaires : |  |
|              |  |
| (Maillot)    |  |

| Titulaires : |  |
|              |  |
| (Maillot)    |  |

| Titulaires : |  |
|              |  |
| (Maillot)    |  |

| Titulaires : |  |
|              |  |
| (Maillot)    |  |

| Titulaires : |  |
|              |  |
| (Maillot)    |  |

| Titulaires : |  |
|              |  |
| (Maillot)    |  |

| Titulaires : |  |
|              |  |
| (Maillot)    |  |

| Titulaires : |  |
|              |  |
| (Maillot)    |  |

## Parcours LCFA-Constantine

### Premier Tour
matchs joués le 5 octobre 1946
|   | Date | Club            | Score | Club             | Lieu |
| - | ---- | --------------- | ----- | ---------------- | ---- |
| 1 |      | JS Souk-Ahras   | 3 - 0 | AS Philippeville |      |
| 2 |      | US Châteaudun   | 3 - 0 | ES Biskra        |      |
| 3 |      | JS Biskra       | 9 - 4 | USC Constantine  |      |
| 4 |      | JSM Bougie      | 4 - 3 | OM Saint Arnaud  |      |
| 5 |      | JSM Tébessa     | 3 - 0 | CA Mila          |      |
| 6 |      | SC Tébessa      | 2 - 1 | Ouenza Sport     |      |
| 7 |      | Sport Sidi Aich | 4 - 2 | US Biskra        |      |
| 8 |      | CS Bougie       | 5 - 0 | CC Biskra        |      |
| 9 |      | USM Ain Beida   | 4 - 3 | JS Guelma        |      |

### Deuxième Tour
matchs joués le 26 octobre 1946
|    | Date | Club                  | Score     | Club                 | Lieu |
| -- | ---- | --------------------- | --------- | -------------------- | ---- |
| 1  |      | GS Bordj Bou Arreridj | 2 - 1     | EJ Philippeville     |      |
| 2  |      | AS Khroub             | 2 - 0     | SS Sétif             |      |
| 3  |      | USM Khenchela         | -         | JS Biskra            |      |
| 4  |      | JS Djijel             | 6 - 1     | CS Bougie            |      |
| 5  |      | JSM Bougie            | 2 - 0     | AS Batna             |      |
| 6  |      | CS Constantine        | 3 - 2     | Ouenza Sport         |      |
| 7  |      | RC Philippeville      | 4 - 0     | CC Châteaudun        |      |
| 8  |      | JSM Philippeville     | 2 - 1 a.p | MO Constantine       |      |
| 9  |      | USFM Sétif            | 1 - 0     | CA Batna             |      |
| 10 |      | Sport Sidi-Aich       | 1 - 1     | AS Bône              |      |
| 11 |      | SC Djijel             | 1 - 1     | RU Constantine       |      |
| 12 |      | US Châteaudun         | forfait   | Défense Saint Arnaud |      |

### Troisième Tour
matchs joués le 16 novembre 1946
|   | Date | Club                  | Score     | Club           | Lieu          |
| - | ---- | --------------------- | --------- | -------------- | ------------- |
| 1 |      | USFM Sétif            | 1 - 0     | JSM Bougie     | Constantine   |
| 2 |      | JSM Philippeville     | 2 - 2 a.p | JS Djijel      | Constantine   |
| 3 |      | RC Philippeville      | 3 - 1     | RU Constantine | Bône          |
| 4 |      | Jeunesse Bône AC      | 1 - 1 a.p | ESFM Guelma    | Philippeville |
| 5 |      | AS Bône               | 5 - 0     | AS Khroub      | Philippeville |
| 6 |      | GS Bordj Bou Arreridj | 2 - 1     | EV Kouif       | Batna         |
| 7 |      | USM Khenchela         | 6 - 2     | US Châteaudun  | Batna         |
| 8 |      | USM Bône              | -         | CS Constantine |               |

### Quatrième Tour
matchs joués le 22 décembre 1946
|   | Date | Club              | Score | Club                  | Lieu              |
| - | ---- | ----------------- | ----- | --------------------- | ----------------- |
| 1 |      | USM Bône          | 3 - 0 | GS Bordj Bou Arreridj | Constantine à 12h |
| 2 |      | JSM Philippeville | 2 - 0 | USFM Sétif            | Constantine à 14h |
| 3 |      | RC Philippeville  | 2 - 3 | Jeunesse Bône AC      | Guelma à 14h      |
| 4 |      | USM Khenchela     | 0 - 3 | AS Bône               | Philippeville 14h |

### Cinquième Tour
|                                        | Date | Club              | Score | Club     | Lieu |
| -------------------------------------- | ---- | ----------------- | ----- | -------- | ---- |
| 1                                      |      | JSM Philippeville | 2 - 1 | AS Bône  |      |
| 2                                      |      | JBAC Bône         | 2 - 1 | USM Bône |      |
| Match de repréchage le 18 janvier 1947 |      |                   |       |          |      |
| 3                                      |      | USM Bône          | 1 - 0 | AS Bône  |      |

## Parcours des finalistes

### Huitième de finale
Les matchs de Huitième de finale se sont joués le Dimanche 2 février 1947,,.
|                                 | Date            | Club          | Score | Club              | Lieu           |
| ------------------------------- | --------------- | ------------- | ----- | ----------------- | -------------- |
| 1                               |                 | O Hussein-Dey | 2 - 1 | JSM Philippeville | Alger          |
| 2                               |                 | CS Hammam Lif | 0 - 1 | USM Blida         | Tunis          |
| 3                               |                 | US Marocaine  | 1 - 0 | FC Oran           | Casablanca     |
| 4                               |                 | USM Oran      | 2 - 7 | USA Casablanca    | Monreal / Oran |
| 5                               |                 | SA Marrakech  | 2 - 0 | IS Mostaganem     | Marrakech      |
| 6                               |                 | JBAC Bône     | 0 - 0 | ES Tunis          | Bône           |
| 7                               | 9 février 1947  | Fédala Sports | 1 - 0 | Red Star Algérois | Casablanca     |
| 8                               | 9 février 1947  | Club Africain | 3 - 2 | USM Bône          | Tunis          |
| Match rejoué le 23 février 1947 |                 |               |       |                   |                |
|                                 | 23 février 1947 | ES Tunis      | 0 - 2 | JBAC Bône         | Tunis          |

### Quarts de finale
Les matchs de Quarts de finale se sont joués le Dimanche 2-9 mars 1947,.
|   | Date        | Club           | Score | Club          | Lieu                  |
| - | ----------- | -------------- | ----- | ------------- | --------------------- |
| 1 | 2 Mars 1947 | SA Marrakech   | 1 - 0 | Club Africain | Municipal, (Alger)    |
| 2 | 2 Mars 1947 | Fédala Sports  | 2 - 1 | JBAC Bône     | Saint Eugène, (Alger) |
| 3 | 2 Mars 1947 | USA Casablanca | 1 - 0 | O Hussein-Dey | Casablanca            |
| 4 | 9 Mars 1947 | USM Blida      | 0 - 1 | US Marocaine  | Municipal, (Alger)    |

### Demi-finales
Les matchs de Demi-finales se sont joués le Dimanche 30 mars 1947,.
|   | Date | Club          | Score | Club          | Lieu       |
| - | ---- | ------------- | ----- | ------------- | ---------- |
| 1 |      | O Hussein-Dey | 1 - 0 | SA Marrakech  | Alger      |
| 2 |      | US Marocaine  | 3 - 0 | Fédala Sports | Casablanca |

### Finale
La finale joués le 4 mai 1947.
| Titulaires : |  |
| |  |
| 1. Assaban Joseph (34 ans) 2. Charles Marie Savery (40 ans) 3. Vincente Micelli (32 ans); 4. Mohammed Bouchta (25 ans) 5. Bachir (24 ans) 6. Cabréra Thomas (21 ans); 7. Aomar (27 ans) 8. Lafaye Léon (27 ans) 9. Martinez Emile (20 ans) 10. Chicha (18 ans) 11. Naoui |  |
| Remplaçants : |  |
| Bouchaib (21 ans), Keramadis Léon (22 ans) |  |

| Titulaires : |  |
| |  |
| 1. Erhard Gilbert Paul (22 ans) 2. Camps André Emile (28 ans) 3. Ourzifi Messaoud (19 ans); 4. Montovani Mario Francesco (27 ans) 5. Bellamine Mohamed (22 ans) 6. Santiago Antoine (26 ans); 7. Sanchez Jean (27 ans) 8. Bouzidi Zouaoui (36 ans) 9. Fiol Jean Michel (22 ans) 10. Lopez Louis (34 ans) 11. Gonzalvès Louis (31 ans) |  |
| Remplaçants : |  |
| Mas Jean (GB) (23 ans), Contino Joseph (33 ans), Fez Hamoud (21 ans) |  |

| Titulaires : |  |
| |  |
| 1. Assaban Joseph (34 ans) 2. Charles Marie Savery (40 ans) 3. Vincente Micelli (32 ans); 4. Mohammed Bouchta (25 ans) 5. Bachir (24 ans) 6. Cabréra Thomas (21 ans); 7. Aomar (27 ans) 8. Lafaye Léon (27 ans) 9. Martinez Emile (20 ans) 10. Chicha (18 ans) 11. Naoui |  |
| Remplaçants : |  |
| Bouchaib (21 ans), Keramadis Léon (22 ans) |  |

| Titulaires : |  |
| |  |
| 1. Erhard Gilbert Paul (22 ans) 2. Camps André Emile (28 ans) 3. Ourzifi Messaoud (19 ans); 4. Montovani Mario Francesco (27 ans) 5. Bellamine Mohamed (22 ans) 6. Santiago Antoine (26 ans); 7. Sanchez Jean (27 ans) 8. Bouzidi Zouaoui (36 ans) 9. Fiol Jean Michel (22 ans) 10. Lopez Louis (34 ans) 11. Gonzalvès Louis (31 ans) |  |
| Remplaçants : |  |
| Mas Jean (GB) (23 ans), Contino Joseph (33 ans), Fez Hamoud (21 ans) |  |

| Coupe d'Afrique du Nord Vainqueur 1946-1947 |
| ------------------------------------------- |
| US Marocaine Premier titre                  |